# ليو لي (سياسي)
ليو لي (بالصينية: 刘雷) هو عسكري وسياسي صيني، ولد في 1957 في الصين. حزبياً، نشط في الحزب الشيوعي الصيني. انتخب عضو مجلس الشعب الصيني ‏ خلال فترته النيابية ‏.